# チューボーですよ!
『チューボーですよ!』（英語：Saturday Night Chubaw!）は、TBS系列で1994年4月9日から2016年12月24日まで毎週土曜日の23時30分 - 翌0時（JST）に放送されていた深夜料理番組・バラエティ番組である。TBSテレビ・ハウフルスの共同制作番組。タイトルの「チューボー」とは厨房を意味する。
2009年6月6日よりVTRを除いてハイビジョン制作となった（2011年頃からVTRもハイビジョン制作）。ステレオ放送（2013年11月23日から）、字幕放送を実施していた。通算22年9か月・通算放送回数1087回。

## 概要
堺正章が、進行役のアシスタントとともに、ゲストとのトークを交えて作った30分間の料理バラエティ番組。堺とゲストのトークや、コント風の演出シーンがあった。番組名は堺が出演した同局のコメディドラマ『時間ですよ』にちなんでつけられた。
司会（本番組ではオーナーシェフと呼ぶ）は、「巨匠」こと堺が務めた。進行アシスタントと毎回1組のゲストが出演。「コーチ印のキャビネット」として街の巨匠といわれるシェフ3人がVTR出演した。街の巨匠は店舗所在地の地名をつけて紹介された（例：赤坂に店を構える巨匠ならば「赤坂の巨匠」）。料理が完成すると試食、ゲストが採点（無星 - 星3つ）した。料理と一緒に嗜むビールなどの飲み物（スポンサーであるサントリーの商品）は調理終了後に紹介されていたが、2010年5月頃にエンディング部分が廃止され、調理する料理とともにVTRの最初の方で紹介される形となった。
最終回SP（15分拡大、23:30 - 翌0:15）の視聴率は8.0%であった（ビデオリサーチ調べ、関東地区・世帯・リアルタイム）。後番組には2017年1月7日より『人生最高レストラン』に交代した。

## 提供スポンサー
提供は、番組開始当初からサントリー（サントリースピリッツ、サントリービール、サントリー食品インターナショナル）の単独スポンサー。また、カウキャッチャーとして花王（開始から2011年9月24日まで）→メルセデス・ベンツ（2011年10月8日から2012年3月24日まで）→週替わりスポンサー1社（2012年4月7日から）のCMが放送されていた。当番組ではCM前にサントリーのスポンサーが読まれていたが、人生最高レストランではタイトルロゴが現れたあとすぐにサントリーのスポンサーが読まれるようになった。
2000年3月7日にサントリーから「料理用ブランデー チューボーですよ!」が発売された（後に販売終了。なおTBSの番組とサントリーのコラボとしては『料理天国』（サントリーが、同名の料理酒を販売していた。番組終了後もパッケージを変えて販売している）の例がある）。2011年3月11日の東北地方太平洋沖地震（東日本大震災）発生後、しばらくサントリーは提供を自粛していたが、同年4月16日放送分（CM自体は3月25日放送分）からは提供を再開した。なお、この回の冒頭では堺が被災者を見舞う言葉を述べた。

## 出演者
| 期間       | 期間       | 司会   | 進行アシスタント | ナレーション      |
| ---------- | ---------- | ------ | ---------------- | ----------------- |
| 1994.4.9   | 1999.3.20  | 堺正章 | 雨宮塔子         | 武田広            |
| 1999.4.3   | 1999.9.25  | 堺正章 | 外山惠理         | 武田広            |
| 1999.10.9  | 2004.9.25  | 堺正章 | 木村郁美         | 武田広            |
| 2004.10.9  | 2009.3.28  | 堺正章 | 小林麻耶         | 武田広            |
| 2009.4.11  | 2013.11.16 | 堺正章 | 枡田絵理奈       | 武田広            |
| 2013.11.23 | 2015.4.11  | 堺正章 | すみれ           | 落合隼亮 駒田健吾 |
| 2015.4.18  | 2016.12.24 | 堺正章 | 森星 吉村崇      | 駒田健吾          |

アシスタントは、枡田担当時まではTBSアナウンサーだったが、6代目のすみれはタレント・ファッションモデル、7代目の森はファッションモデル、同じく吉村はお笑い芸人。

## 内容
番組は司会の2人による「今晩は」の挨拶の後、堺の「炎の料理人、三ツ星シェフの堺正章です」の一言から始まった。初期は堺の後にアシスタントも挨拶したが、その後は堺のみが挨拶し、アシスタントが「巨匠、今夜は…」とゲストの紹介に入り、何らかの小ネタを織り込んでいた。しかし、2011年4月23日放送回よりオープニングの演出が変更され、通常通りのRIOのオープニングテーマの後、その回の料理紹介・挨拶なしで「巨匠、今夜は…」の前振りによるゲスト紹介に変わった。『新-』では、オープニング映像の前にすみれのアシスタント時代は料理の下準備を行っていた。そして、吉村・森のアシスタント時代は吉村・森のトークで始まっていた。
ゲストは、TBSの新番組やTBS出資映画の出演者が番組のスタートや劇場封切時や、ゲストの舞台出演にあわせて起用される傾向にあり、オープニングでは、ゲストに関連したミニコント（例：2009年11月7日放送分・鹿賀丈史がゲストの時に、鹿賀の代表作である『料理の鉄人』のオープニングを再現する）を繰り広げ、3人の巨匠の紹介へと繋げるのが恒例となっていた。小林麻耶が進行アナになってからは、調理開始後に進行アナがゲストの経歴を全て丸暗記で紹介していた（時間の都合上カットされる場合もあった）。同時に、これまで皆無に近かった出演者の発言のテロップ出しが、全部ではないものの恒常的に行われるようになった。枡田絵理奈が進行アナになってからは上記の経歴紹介の後に、必ず堺を称賛するフレーズを入れていた。
『新-』では、ハワイ州出身で英語の堪能なすみれが、メモを見ながら英語で経歴を紹介。放送上は、紹介中の映像に、日本語・英語両方の字幕を重ねていた。なお上述の経歴紹介は森星、平成ノブシコブシ・吉村崇がアシスタントに替わってからは廃止された。
VTRでは、街の巨匠が3人それぞれ独自のレシピで同じ料理を作り、スタジオではその中から1通りのレシピに基づいて調理した。調理中は堺とゲストが軽妙なトークを繰り広げ「親方シリーズ」などのミニコントを行うこともあった。親方シリーズは、堺とゲストがシャモジやすりこぎなどの調理器具を持った方が親方、持っていない方が弟子となり、親方が弟子に料理人のとしての講釈をしたが、途中で弟子が師匠の調理道具を奪って、弟子と師匠の立場が入れ替わる。これを数回繰り返した。他にゲストが架空の料理番組の司会、堺がゲストとなるコントがあった。
- 調味料を除く食材はゲストを含めた人数分しか用意されていないため、たとえ失敗しても失敗した状態で工程を進めなければならなかった。
- 地方の郷土料理の場合も含め、和洋中どんなジャンルにおいても、街の巨匠のほとんどは関東地方（東京都が殆どで、他には神奈川県・千葉県・埼玉県）に限られており、それ以外の地域が登場することは稀だった。
- 作業工程の中で数日時間が掛かる・お店の秘伝の食材を使うといった特別な作業がある場合もあったが、その時は巨匠から家庭でも出来る別の方法を提示され、スタジオではその方法で工程を進めていた。
- フランベを行う際は、「フランベショー」と称して、ドラムロールのBGMと共にスタジオの照明を暗くし、出演者にスポットライトを当てる演出を行うことがあった。
- 蒸し料理をする際には、蒸し器をまるごと持ち上げ、「中が無い!」とボケた。
- 調理しながらのトークでまれに少々性的な話になりそうだと堺がカメラに向かって、「18歳未満の子供は今すぐ寝なさい！」などとボケながら警告することもあった。
- 提供スポンサーであるサントリーのCM出演者が出演する場合、そのCMにちなんだコントを行ってからCMに入った。
- 放送開始当初からコック帽をかぶってベロをだしていた「チュー坊」というイメージキャラクターがいて、調理の際はこのキャラクターの付いた白いエプロンを着用。加えて堺のそれには三ツ星、アシスタントのそれには若葉マーク（6代目のすみれ以降はチュー坊のコック帽自体が若葉マーク柄）が付いていた。なお中村玉緒など当日和服のゲストにはキャラクターの付いた割烹着、2011年8月6日放送のゲスト岡本夏生、2012年2月11日放送のゲスト菜々緒、2013年2月24日放送のゲスト壇蜜、2016年2月13日のゲスト橋本マナミは、カフェエプロン（ショートエプロン）を着用した。
- 2013年11月23日放送分から2015年4月11日まで進行アシスタントを務めたすみれは、2013年3月23日放送分のポークジンジャーで、2015年4月18日より進行アシスタントを務める吉村は2012年4月7日放送分の、あさりの土鍋ご飯で相方の徳井健太と共に、森は2014年11月1日放送分の担担麺でそれぞれゲスト出演していた。

- SMAP（2016年解散）のメンバーは全員出演したことがあるが、2001年10月以降は香取慎吾のみ出演しなくなった[注 12]。

## 歴代のコーナー

### 未来の巨匠
アシスタントが小林麻耶になった2004年頃から放送されていた。匠調理の途中で「未来の巨匠」コーナーがあり、街の巨匠の店舗の見習い料理人（未来の巨匠）が登場し、一人前になる為の厳しい下働きをする様子が流された。最後にナレーター武田広の「頑張れ○○くん（女性は「○○さん」）、巨匠と呼ばれるその日まで」と締めた。そしてゲストが未来の巨匠に激励の言葉をかけた。2013年11月9日放送分をもって「未来の巨匠」は終了し、登場した未来の巨匠は約550人であった。
- 2008年2月16日の藤井フミヤ・藤井尚之（F-BLOOD）は、激励の言葉と共に、初めて拍手を贈った。そのため、VTR終了時の切り替わりが通常と異なるものとなった。
- 2013年6月8日放送では、2002年に「柏の巨匠」の下で働く未来の巨匠として出演した料理人が、後に同じ店で料理長に就任して「柏の巨匠」として出演。更に「未来の巨匠」でも、その新たな「柏の巨匠」の下で働く未来の巨匠も紹介され、3つの異なる世代の料理人が出演した。
- 2014年3月1日放送では、2009年3月に「神保町の巨匠」の下で働く未来の巨匠として出演した料理人が、後に同じ店で料理長に就任して「神保町の巨匠」として出演。

『新-』に改題後をもって「未来の巨匠」は終了しそれに替わる形で「It's 巨SHOW TIME」が2013年11月23日 - 2015年3月28日の間放送されていた。このコーナーでは街の巨匠が一部の工程を芸のように見せ、街の巨匠の下で働く店員たちが観客として出てくるが、回によっては街の巨匠の家族が出てくることもあった。
森、吉村にアシスタントが替わって2回目の2015年4月25日放送より「未来の巨匠のMAKANAIですよ!」を開始。街の巨匠の下で働く料理人が現場で食されている賄い料理を調理も含めて披露した。
調理が終わると、締めとして堺が「○○（料理名）の完成でーす!」と絶叫した。その後、料理の映像のバックに「堺作、○○（料理名）、△△（ビールや黒烏龍茶、稀に子役タレントにはオレンジジュースなどの飲み物）とともに」のナレーションが入り、堺・進行アナ・ゲストが「いただきます!」と言った（小林麻耶時代の中期以降）。2010年5月頃にエンディング部分が廃止されてからは、2013年11月9日放送までは、VTRで完成までの手順を紹介した後で「○○（料理名）に乾杯」のナレーションの後、Cartoonsの「Witch Doctor」をBGMに、街の巨匠たちが調理する様子をフラッシュで紹介。そして「今夜は○○（料理名）を△△（ビールや黒烏龍茶などの飲み物）とともに」のナレーションの後で、街の巨匠たちが調理した料理と飲み物がそれぞれセットされた映像で締めくくられた。また堺が調理した料理の映像のバックのナレーションはなくなり、堺・アシスタント・ゲストが「いただきます」と言うだけになった。2013年11月23日放送からは堺が調理した料理のバックに「今夜は○○（料理名）を△△（ビールや黒烏龍茶などの飲み物）とともに」のナレーションが復活した。
番組最後にゲストとともに調理した料理を試食したが、オムライス等の出演者が個別に作った料理は堺がゲストの料理、ゲストが堺の料理、アシスタントは自分で作った料理を試食した。感想等を聞いた後、ゲストが自分の感覚で料理の出来ばえを星の数により発表した。この時、アシスタントはゲストに「それでは○○さん、今夜の○○(料理名)、星いくついただけますでしょうか？」と聞く。6代目のすみれは英語で星の数を聞いていた。7代目の時は森が聞いていたが、また日本語に戻った。通常は全体的な料理の評価であったが、オムライス等の出演者が個別に作った料理に関しては堺が作った料理の評価をした。この評価方法が番組の特徴であり、当時の「料理番組は料理をおいしく、おいしそうに作らなければならない」という既成概念を覆した。発表の際、堺が「いただきました。星○○です!」と絶叫する。堺がゲストのコメントをそのまま真似て星の数を言うこともあった。
- 評価は星0から3まで0.5刻みの7段階あった。星0のときは「無星」もしくは「星ゼロ」といい、効果音はカラスの鳴き声が鳴る[注 16]。星0.5の時はチーンという音。星1から2.5の時はそれ相応のコントラバスの音。星3の時にはファンファーレが鳴り、ゲストとアシスタントと握手、またはハイタッチをする。星1.5、2.5の場合はそれぞれ「星1つ半」、「星2つ半」と言った。
  - 初の無星（当時は「星なし」）は、肉まん、ゲストは研ナオコ、理由は「味がないから全然おいしくない。」。調味料の分量を失敗し、味がついていなかった。
  - 初の星3つは東ちづるのポテトコロッケ、初の星0.5は河野景子の天ぷらであった。

| 放送回  | 放送日         | ゲスト            | 料理                   |
| ------- | -------------- | ----------------- | ---------------------- |
| 第11回  | 1994年6月18日  | 研ナオコ          | 肉まん                 |
| 第21回  | 1994年8月27日  | 薬丸裕英          | シュウマイ             |
| 第28回  | 1994年10月22日 | 岸本加世子        | ナス田楽               |
| 第85回  | 1995年12月16日 | 橋幸夫            | 回鍋肉                 |
| 第141回 | 1997年2月1日   | 風見しんご        | 広島風お好み焼き       |
| 第149回 | 1997年4月5日   | 岸本加世子        | 山菜の天ぷら           |
| 第159回 | 1997年6月14日  | 研ナオコ          | イカスミのパエリア     |
| 第260回 | 1999年7月31日  | 石田靖 山田花子   | 肉だんご               |
| 第291回 | 2000年3月25日  | 中村江里子        | 魚の甘酢あんかけ       |
| 第304回 | 2000年7月1日   | 小川直也 村上一成 | エビのチリソース       |
| 第356回 | 2001年8月11日  | 宮沢りえ          | 海鮮パジョン           |
| 第372回 | 2001年12月15日 | 磯野貴理子        | 天津丼                 |
| 第417回 | 2002年11月23日 | 磯野貴理子        | チキンの狩人風         |
| 第435回 | 2003年4月12日  | 高嶋政伸          | オムライス             |
|         | 2003年11月22日 | 雨宮塔子          | 仔羊の黒オリーブソース |
| 第505回 | 2004年10月16日 | 寺島しのぶ        | カツ丼                 |
| 第547回 | 2005年9月10日  | 次長課長          | 酸辣湯麺               |
| 第570回 | 2006年3月11日  | 山口もえ          | ポテトコロッケ         |
| 第571回 | 2006年3月18日  | 二宮和也          | 黒酢の酢豚             |
| 第581回 | 2006年6月3日   | 木佐彩子          | カツサンド             |
| 第592回 | 2006年8月19日  | 田中美佐子        | ハンバーグ             |
| 第656回 | 2007年12月8日  | 雨宮塔子          | エクレア               |
| 第686回 | 2008年7月26日  | 大友康平          | チヂミ                 |
| 第717回 | 2009年3月28日  | 雨宮塔子          | 天津丼                 |
| 第745回 | 2009年11月7日  | 鹿賀丈史          | 栗ごはん               |
| 第746回 | 2009年11月14日 | 山本裕典          | エクレア               |
| 第747回 | 2009年11月21日 | GACKT             | チキンの狩人風         |
| 第756回 | 2010年1月30日  | 柴咲コウ          | オムライス             |
|         | 2013年4月27日  | 岡田准一          | ガパオライス           |
|         | 2013年9月14日  | 堀北真希          | シュークリーム         |

| 放送回  | 放送日         | ゲスト            | 料理                   |
| ------- | -------------- | ----------------- | ---------------------- |
| 第3回   | 1994年4月23日  | 河野景子          | 天ぷら                 |
| 第56回  | 1995年5月20日  | かとうれいこ      | ショウロンポウ         |
| 第86回  | 1995年12月23日 | 永作博美          | ローストチキン         |
| 第106回 | 1996年5月18日  | 生島ヒロシ        | 大学イモ               |
| 第223回 | 1998年10月24日 | 高橋英樹          | 関西風お好み焼き       |
| 第288回 | 2000年2月19日  | 大竹しのぶ        | 担々麺                 |
| 第378回 | 2002年1月19日  | 沢村一樹          | パエリア               |
| 第406回 | 2002年8月17日  | 本上まなみ        | 和風ハンバーグ         |
| 第429回 | 2003年2月8日   | 椎名法子          | ロールケーキ           |
| 第448回 | 2003年6月28日  | 仲根かすみ        | フォンダンショコラ     |
| 第457回 | 2003年9月13日  | 沢村一樹          | モダン焼き             |
| 第482回 | 2004年4月10日  | くりぃむしちゅー  | ピッツァカプリチョーザ |
| 第512回 | 2004年11月20日 | ヒロミ            | 鶏肉のトマト煮込み     |
| 第538回 | 2005年6月4日   | 薬丸裕英          | ポークソテージンジャー |
| 第555回 | 2005年10月29日 | 田口浩正          | キムチチヂミ           |
| 第742回 | 2009年9月26日  | 松山ケンイチ      | カルボナーラ           |
| 第754回 | 2009年12月26日 | 茂木健一郎        | 天ぷらうどん           |
|         | 2013年4月6日   | 雨宮塔子 小林麻耶 | ボンゴレ・ロッソ       |
|         | 2013年11月2日  | 勝地涼            | キムチチャーハン       |
|         | 2015年12月26日 | 坂東巳之助        | 酢豚                   |

- この番組の星の評価基準は厳格なものではないため、最高においしかったとしても、「星2.5」と言う結果になることがあれば、料理で失敗があっても意外な理由で「星3つ」になることもあった。以下の事例があった。
  - 2005年6月25日の上海風焼きそばで星2.5を与えたキングコング梶原雄太の「人間失敗がないというのはいけない」、2008年2月23日のオムライスで星1.5を与えた熊川哲也の「星3つ付けない」と言う理由。また、2008年8月30日の冷やし担々麺で星2.5を与えたはるな愛は、ニューハーフであるため、「ハーフ（1/2=0.5）がつけたくて星3つを与えなかった。星3.5があれば与えた」と言った。さらに、2013年10月19日のナポリタンで星1.5を与えた菊地亜美は「おいしくて楽しかったけど、海老がかなり硬い」という理由だった。一方で2006年6月17日の親子丼で、堀北真希は「星3つが見たかった」という理由で、2006年7月15日の橋爪功は「（豚生姜焼きを最初は）期待していなかった」との理由でそれぞれ星3つを与えていた。
  - 2014年5月10日のスペイン風ミートボールで、星2.5を与えた石丸幹二は、「巨SHOW TIMEで失敗したから」という理由だった。また、石丸が「星2.5点」とコールしたため、堺もそれを真似して従来の「星2つ半」ではなく、「いただきました。星2.5点です」とコールした。

試食後のエンディングでは、当初は堺・雨宮がその日の反省をしつつ、来週のゲストや作る料理についてバーで飲みながら話した。外山に交代すると、堺の扮する「申し訳ないおじさん」コントになり、木村以降はゲストとアシスタントがバーでサントリーの酒類などを飲んでいた最中に、堺がゲストに関係する人と携帯電話で話した後（携帯電話は模型で、話す演技をしている）、電話をゲストに渡しアドリブで芝居をさせるミニコントとなった。2010年5月頃にこのエンディング部分は廃止され、ゲストの評価後のトーク中にスタッフロールと提供クレジットを流すのみとなった。2010年5月頃 - 2013年11月16日はこれに替わって料理の完成前に「○○（料理名）に乾杯!」と称した料理と共にそれに合わせたサントリーの商品を紹介する番組独自のCMを行っていた。すみれのアシスタント時代はエンディング終了後にすみれとナレーションの落合（声のみ）がサントリーの商品に関してやり取りを行う番組独自のCMを行っており、これは吉村と森にアシスタントが替わってからもこの2人によって引き継がれていた。

### 今週も街の巨匠に感謝
エンディングの後、「新」までは、武田広による「今週も、街の巨匠に感謝」というナレーションと共に「街の巨匠」の店の詳細が紹介されていた（現在は公式HPで紹介されている）。「新」からは、「『チューボーですよ!』のレシピは、クックパッドでも公開中」というナレーションと共にレシピが紹介され、「HIKARI'S FASION」というテロップと共に森の静止画が流れた。

## その他

### 節目・記念に出演したゲスト
『チューボーですよ!』は長きに渡り放送していたため、複数回出演しているゲストも多数いる。ここでは、節目に出演したゲストについて紹介する。
| 記念回                                     | 放送日         | ゲスト                                            | 料理                   | 星                  |
| ------------------------------------------ | -------------- | ------------------------------------------------- | ---------------------- | ------------------- |
| 第1回                                      | 1994年4月9日   | 中森明菜                                          | ボンゴレ・ロッソ       | 星1つ               |
| 第100回                                    | 1996年4月13日  | 大原麗子                                          | 肉まん                 | 星2.5               |
| 第200回                                    | 1998年5月23日  | 大林素子                                          | イタリア風カツレツ     | 星2.5               |
| 初代アシスタント 雨宮塔子卒業記念          | 1999年3月20日  | 鶴田真由                                          | スズキのパイ包み焼き   | 星3つ               |
| 2代目アシスタント 外山惠理卒業記念         | 1999年9月25日  | 岸本加世子 大杉漣                                 | エビのマヨネーズ和え   | 星1.5               |
| 第300回                                    | 2000年6月10日  | 藤村俊二                                          | フカヒレラーメン       | 星2.5               |
| 第400回                                    | 2002年8月3日   | みのもんた                                        | 伊勢海老のチリソース   | 星3つ               |
| 10年目突入記念                             | 2003年4月5日   | 井上順 ムッシュかまやつ                           | 焼き餃子               | 星3つ               |
| 第500回 3代目アシスタント 木村郁美卒業記念 | 2004年9月25日  | 志村けん                                          | 五目炒飯               | 星3つ               |
| 第600回                                    | 2006年11月11日 | 井上順                                            | 魚の丸揚げ甘酢あんかけ | 星3つ               |
| 第700回                                    | 2008年12月13日 | 井上順                                            | 中華おこげ             | 星3つ               |
| 4代目アシスタント 小林麻耶卒業記念         | 2009年3月28日  | 雨宮塔子                                          | 天津丼                 | 無星（詳細は後述）  |
| 第800回                                    | 2011年1月29日  | 井上順 ムッシュかまやつ                           | 魚の丸揚げ甘酢あんかけ | 星3つ               |
| 第900回                                    | 2013年3月2日   | 井上順                                            | 油淋鶏                 | 星3つ               |
| 20年目突入記念                             | 2013年4月6日   | 雨宮塔子 小林麻耶                                 | ボンゴレ・ロッソ       | 星0.5（詳細は後述） |
| 5代目アシスタント 枡田絵理奈卒業記念       | 2013年11月16日 | えなりかずき                                      | オムライス             | 星2.5（詳細は後述） |
| 第999回 6代目アシスタント すみれ卒業記念   | 2015年4月11日  | 市村正親                                          | 油淋鶏                 | 星2つ               |
| 第1000回 7代目アシスタント 森・吉村初登場  | 2015年4月18日  | 初代・雨宮から 5代目・枡田までの 歴代アシスタント | 炒飯                   | 星1つ               |
| 最終回                                     | 2016年12月24日 | 唐沢寿明 雨宮塔子                                 | ローストチキン         | 星3つ（詳細は後述） |

最も多いゲストは堺のザ・スパイダース時代の同僚・井上順で、2016年12月17日放送分で13回目。600回記念以降は節目の回に登場することが多かった。

### オープニング
サントリーのロゴが変更された2005年頃?からのオープニングのアニメーションは冷蔵庫の扉が開き、バンドを組んだ野菜たちが冷蔵庫の中のステージで歌い、堺によるタイトルコールと同時に番組のタイトルロゴが現れ、最後に冷蔵庫の扉が閉まり「SUNTORY」のロゴが出てくるという映像であり、2009年6月6日放送からハイビジョン制作に移行する際には、アニメーションも同じスタイルのままハイビジョン映像に作り直されていた。リニューアル後の2013年11月23日はすみれの下ごしらえから始まり、画面上に野菜が降って、『新チューボーですよ!』のコール後、「SUNTORY」のロゴが出てくる映像であった。オープニング曲はRIOの「真夏の恋」（1994年5月18日発売、東芝EMI TODT-3240）で、番組初期はエンディング曲も兼ねていた。リニューアル後は「星に願いを」であった。エンディングの「街の巨匠のお店」紹介で流れるピアノ演奏は、三柴理の「黎明第二稿」（アルバム『ピアノのなせる業と神髓』（1996年3月25日発売、bonding record、BDR-0348）収録）。以前のエンディングテーマは筋肉少女帯の『仏陀L』（2009年07月22日発売、Toy's Factory、TFCC-86302）冒頭に収録されているピアノ曲「黎明 初稿」だった。

### プレゼントについて
- 賞品はサントリーの商品が中心（酒類の場合は19歳以下の応募不可）で、この他にエンディングテーマ曲が収録されたCDもプレゼントされている。
- 番組プレゼントについて、系列外遅れネット局である日本テレビ系列2局に配慮し、応募締め切り日はTBSの放送日から2週間後の金曜日となっている。

### その他
- 番組のセットに冷蔵庫が置いてあり、ほとんど開けられることはないが、冷蔵庫を開けると野菜などの食材が入っており、単なる飾りではなかった。
- 2004年3月20日、放送中にザ・ドリフターズのリーダー・いかりや長介死去の第一報が入ったため、途中でこれに関する「JNNニュース速報」が流れた[8]。
- 2008年1月12日の放送（関西風お好み焼きを調理）では、番組途中のBGMに『三枝の国盗りゲーム』のエンディングBGMの一部が使用された。
- 毎年春と秋に放送される『オールスター感謝祭』や2011年より毎年夏に放送される『音楽の日』等、特別番組が放送される際は放送休止となっていた。
- 2009年5月30日まではスタジオ、ロケーション共に画角4:3の標準画質で収録されていたが、同年6月6日放送分（ゲスト：オードリー）からはオープニングアニメとスタジオのみ16:9のハイビジョン制作に切り替わった。ロケーションはその後も4:3収録で左側には黒地に灰色でサブタイトル「Saturday Night Chubaw!」、右側には黒地にチュー坊が描かれたサイドパネルが貼られていたが2011年頃よりロケーションもハイビジョン制作となっていた。
- 2009年8月15日と8月22日は世界陸上ベルリン大会中継のため休止。2011年8月27日には世界陸上韓国テグ大会中継のため休止した。
- 2010年11月13日は2010世界バレー女子準決勝「日本×ブラジル」の中継延長と、2010広州アジア大会中継の遅延が出来ないことに伴い休止となった。
- 2011年3月12日は前日に発生した平成23年東北地方太平洋沖地震関連の『JNN報道特別番組』が放送されたため休止。
- 2012年1月14日は翌日から開始される日曜劇場『運命の人』主演およびサントリー「伊右衛門」CM出演者の本木雅弘をゲストに迎え、放送時間を10分拡大して放送。
- 『新-』へのリニューアル第1回となった2013年11月23日の放送（エビフライを調理）では、堺と親交の深い唐沢寿明[注 19]と宮迫博之をゲストに迎え、放送時間を15分拡大して放送（結果は見事星3つを獲得）。同時に番組開始以来変わることがなかった音声モードもモノラルからステレオに変更された。
- 2015年2月7日・14日は関東広域圏ローカルで本編開始前[注 20]に事前番組『もうすぐ 新チューボーですよ!』が放送された。
- 2015年4月18日は放送1000回記念ということで、出演者に歴代アシスタント5人をゲストに迎え、放送時間を10分拡大して放送。
- 2016年1月23日は前々座番組『世界ふしぎ発見!』の2時間スペシャル放送（21:00 - 22:48）による、前座番組『新・情報7days ニュースキャスター』（22:54 - 翌0:19）の時間変更に伴い休止となった。

#### 雨宮塔子の辛口評価
初代アシスタントの雨宮塔子はゲストとして7回出演しているが、 2003年11月22日（仔羊の黒オリーブソース）、2007年12月8日（エクレア）、2009年3月28日（天津丼）の3回で無星、その他星0.5を1回、星1つを2回という評価を下している。なお、最終回では「星3つ」を与えた（詳細は後述）。
- 1回目の出演となる仔羊の黒オリーブソースの回では、「星付けはしない」と発言。
- 2回目の出演となるエクレアの回では、コーヒークリームとシュー生地が失敗に終わるなど余りにも出来が悪かったため。シュー生地でも、堺が「なんでコッペパンみたいになってんの?」と発言した。
  - この回のクロージングでは、堺とともに「オープニングの小ネタ挨拶」を再現した。
- 3回目の出演となる天津丼の回では、かに玉の味が薄い、端が焦げて飯の上で割れているなど大失敗多発だったため。
  - この回は雨宮自身が作ったかに玉も失敗したにもかかわらず、それを棚に上げたかのようなコメントに堺が「もうパリ帰っていいよ!」と激怒し、星をコールする事を忘れた（というよりむしろ放棄した）。
なお、この回は小林麻耶（4代目進行アナ）の出演最終回であり、初代進行アナであった雨宮から小林へ餞の言葉がかけられた[注 21]。
- 4回目の出演となる2011年11月19日放送の「チキンのマスタードソース」では、「星1つ」と無星記録を3でストップしたものの、チキンに完全に火が通っておらず、半生状態になっているということで、「マスタードソース」に対する星だった。料理の場面では雨宮が、パリ生活の近況報告を真剣に聞く堺に嬉しく、号泣した。
- 5回目の出演となる2013年4月6日放送の「ボンゴレロッソ」では、20年目突入記念として小林とペアでゲスト出演。しかし塩加減を完全に失敗し、「（塩が多すぎて）パスタ自体がしょっぱい」「（塩分が強すぎて）のどが渇く」ということで「星0.5」と無星にはならなかったが、またしても辛口評価に終わった。堺はあまりのショックに「すみませんが、20周年の看板はずしてくれますか?」とぼやいた。星0.5の「チーン」という音が鳴った瞬間4人全員で静かに手を合わせた。「ボンゴレロッソ」は記念すべき第一回の料理だが、その時は「星1つ」で枡田から「減ってしまいました。当時より悪くなっています」と指摘され、堺が「（別の意味で）そりゃめでたいね」と嘆いた。ちなみにこの回では、雨宮と小林のそれぞれアシスタント時代の映像が流れた。
- 6回目の出演となる2015年4月18日放送の炒飯では、1000回記念として、歴代アシスタント（外山・木村・小林麻耶・枡田）と合同でゲスト出演。パラパラ感は成功したもののまたも塩加減で失敗し、「星1つ」という結果に終わった。この回では特に枡田の辛口評価が加味されていた。この回でも歴代アシスタントの映像が流れた。
- 7回目の出演となる最終回の2016年12月24日放送のローストチキンでは、唐沢寿明とペアで出演。チキンが上手に焼き上がり、味も全員から好評を得た他、番組全体への評価も含めて「星3つ」となり、有終の美を飾った。

#### 無星の辛口記録
無星は余程の失敗などで稀に発生した。これまで、無星となった回数は30回で、年に1〜2回程度であり、無星の危険になりかけることもたまにあるが、ゲストの意見によっては、星0.5あるいは星1つなどで無星を阻止できたことも多い。よって、年に1回も出なかったこともあった。
初期の無星の詳細内容は不明だが、下記の辛口評価で無星の記録があった（なお、初の無星・雨宮の3回分の無星記録は先述の通りである）。
2009年11月7日放送から21日放送分の3週に渡り「無星」の評価が続いた。連続無星は滅多にないが、3週連続「無星」は番組史上始まって以来の低評価。
2009年11月7日放送（ゲスト：鹿賀丈史）では栗ご飯を作るが、途中で焦げくさい臭いがした上、加熱時間の調整にも失敗し、結果黒焦げ状態となってしまい無星となった。
翌週11月14日放送（ゲスト：山本裕典）ではエクレアを作り、堺は「前回（上記の雨宮の出演時）の悔しさを晴らしたい」と語り、前回の無星の原因だったシュー生地をクリアした。ところが、もう一つの無星の原因だったコーヒークリームの固さを調節する工程で前回と同じ失敗をし、堺がシュー生地に底に穴を開けてコーヒークリームを詰める時に生地を貫通させてこぼしてしまった。完成した時点で堺も枡田も険しい表情をしており、枡田も星付けで「見た目も考慮して星をお願いいたします」とあらかじめ言った。結果は無星となりBGMのカラスの鳴き声が流れた瞬間、堺も枡田もカラスが飛んだ手振りをした。
さらに、11月21日放送（ゲスト：GACKT）でも、チキンの狩人風で煮込み加減と煮汁の調整に失敗し、GACKTが「（塩味が凝縮されすぎて）肉の真ん中までしょっぱい」「（煮過ぎ、煮えてないところがあり）ムラがある」ということで無星となり、痛恨の3週連続無星となった。試食した時点で堺も枡田も「本当にしょっぱい」「おいしくない」と発言するなど、険しい表情をしており、星の数を聞いてGACKTが「ゼロです」と言った瞬間、堺はショックのあまり笑ってテーブルに数秒伏せこみ、「いただきました。3週連続無星です」とコールして、BGMのカラスの鳴き声が流れた瞬間、堺もカラスが飛んだ手振りをした。。
11月28日放送（ゲスト：加藤雅也）では、五目うま煮そばで「とろみが足りない」ながらも星2つとなり、連続無星は3週でストップしたが、2か月後の2010年1月30日放送（ゲスト：柴咲コウ）のオムライスで、やはり形作りで失敗し無星となってしまった。
なお、2011年と2012年では無星は1度も出なかったが、2013年4月27日放送（ゲスト：岡田准一）では、ガパオライスで、調理自体は順調だったものの仕上げで唐辛子を入れる量を完全に失敗し、「辛すぎておなか壊す」ということで3年3か月ぶりの無星となった。BGMのカラスの鳴き声が鳴った瞬間全員で飛んだ手振りをした。枡田も「久しぶりにカラスが鳴きました」と言った。また、あまりの辛さに岡田が乾杯していないのにビールを飲んでしまった。
また、最新である30回目の無星は、リニューアル前最後の無星である2013年9月14日放送（ゲスト：堀北真希）であり、シュークリームでシューの生地作りでダマになるなど完全に失敗し、黒焦げ状態となってしまい、「子供には食べさせられない」「（シューを焦がしてしまい）苦い」ということで無星となった。BGMのカラスの鳴き声が鳴った瞬間、堺も枡田も飛んだ手振りをして、堀北は苦笑いをした。この回では、堺が「責任とりますので、中止いたします」と発言したり、堀北がカスタードクリームの入ったボウルにホイップクリームの入ったボウルを落としたり、さらにはクリームを入れる量も失敗し、シューからクリームがはみ出てしまうハプニングもあった。
新チューボーですよ!になってからは無星は1回も出なかったが、リニューアル後初の無星の危険になりかけた事があった。2014年1月18日放送（ゲスト：武田真治）の天津飯では、すみれが溶いた片栗粉の入れる量を完全に失敗し、餡が固まってしまったが、星2つで無星を阻止できた。さらに、同年2月1日放送（ゲスト：道重さゆみ（当時モーニング娘。'14））の海鮮キムチチヂミでは、タレは抜群に美味しかったものの、具材が生の状態で中までしっかりと火が通っていなかった為、チヂミだけでは無星との事で、とりあえず星1つで無星を阻止出来た。ちなみに『新-』になってからの最低記録は2015年12月26日放送（ゲスト：坂東巳之助）の酢豚で、星0.5だった。「酢豚の餡の絡みがない」「餡がドロドロ」という理由だった。また、星0.5のチーンという音が鳴った瞬間、森は「こういう音なんだ」、吉村は「初めて聞いたな」と発言した。星0.5は2013年11月2日放送（ゲスト：勝地涼）のキムチチャーハン以来、約2年ぶりであり、新チューボーの初星0.5であった。なお、その時の詳細は不明である。

#### 堺の苦手料理
放送は1000回を超え複数回作られた料理もあった。堺が苦手とするのはオムライスで、2012年1月21日の放送以前に7回作っているが「過去7回の平均は1.3」との発言があり、2012年1月21日の放送でも星1.5だった。卵でケチャップライスを巻くのに苦戦することが多く、「穴だらけ」「卵が乗っているだけ」「巻いたら割れた」などといわれることが多い。ちなみに最新は12回目であり、ゲストは二階堂ふみであったが、星2つという結果である。なお、「半熟オムライス」の評価はここには含まれていなかった。
10回目のオムライスである2013年11月16日放送（ゲスト：えなりかずき）では、ケチャップライスの味が薄い、形が崩れて卵で巻いたら割れているなどの失敗はあったものの星2.5の好成績だったが、星をコールする直前に堺が「中途半端なやつだな」とつぶやいた。なお、この回は枡田（5代目進行アナ）の出演最終回であり、同級生としてえなりから枡田へ餞の言葉がかけられた。同時にリニューアル前最後の放送でもあった。
オムライスの他に卵料理全般も苦手で、堺自身も番組インタビュー等で「今までで一番印象に残っている失敗は?」と聞かれて、「2001年4月14日放送のスパニッシュオムレツ(星の数は不明)の（フライパンに皿を重ねてひっくり返して皿を外したら綺麗に盛り付けられている、と言うのをやるつもりが半熟すぎた為に卵の大半が隙間から零れるというミスをした）回に勝るものはない」と語っていた。
また、上記の様にシュークリームやエクレアといった見た目が重要視される料理も苦手（星数も上記の通り）であり、近年では広島風お好み焼きなどのお好み焼きや韓国風お好み焼きで知られるチヂミなどもフライパンでひっくり返すのが苦手であったが、後述する海鮮キムチチヂミの回に関しては幾分、フライパン返しが上達していた。なお、最新のお好み焼き、並びに最新のチヂミの挑戦結果は前者が2013年12月28日放送分（ゲスト：中村アン）の関西風お好み焼きの星1.5、後者が2014年2月1日放送（ゲスト：道重さゆみ）の海鮮キムチチヂミで前述の通り、星1.0だった。ちなみに、エクレアは2014年5月31日放送では、シュー生地を割ってしまったハプニングがあったもののエクレア自体は完璧に成功させ、星3つを獲得でき、過去2回の雪辱を果たすことに成功した。
その他、以前はあんかけのようなとろみの付くものが苦手で、片栗粉の入れすぎで固まってしまったり、逆に全くとろみがなくなったりした事もあったものの、近年ではあまり見られないが、焼餃子で、焼くときに失敗して、皮が破けることも稀に見られた。

### ゲームソフト
- ニンテンドーDS『チューボーですよ! 巨匠レシピ集』（アルファ・ユニット、2007年10月4日発売）

## 主題歌

### チューボーですよ!
オープニングテーマ
- RIO「真夏の恋」（1994年4月9日 - 2013年11月16日）

エンディングテーマ
- RIO「真夏の恋」（1994年4月 - 6月・2016年12月24日）
- 池田聡「恋人と別れる50の方法」（1994年7月 - 9月）
- 横山輝一「COOL DOWN」（1995年4月 - 6月）
- Le Couple「夢で待ち合わせしよう」（1994年10月 - 12月）
- 東野純直「深呼吸でゆく」（1996年4月 - 6月）
- 具島直子「Candy」（1997年1月 - 3月）
- 東京Qチャンネル「恋はVITALITY」（1997年4月 - 6月）
- VOICE「Winter Story」（1997年10月 - 12月）
- water「クローバー」（1998年4月 - 6月）
- B-LAND「1999」（1998年7月 - 9月）
- ピチカート・ファイヴ「ウィークエンド」（1998年10月 - 12月）
- After me「チェイサー」（1999年4月 - 6月）
- Calyn「One Wish」（1999年10月 - 12月）
- VOICE「眠らない鼓動」（2000年10月 - 12月）
- SMOOTH ACE「GONE」（2001年1月 - 3月）
- KRUD feat.Maylee「Drivin'」（2001年10月 - 12月）
- KAB.「レール」（2002年1月 - 3月）
- orange pekoe「Happy Valley」（2002年4月 - 6月）
- myu:「The World Is All Changeing」（2002年7月 - 9月）
- DEEN「Birthday eve 〜誰よりも早い愛の歌〜」（2002年10月 - 12月）
- 松本哲也「嘘」（2003年1月 - 3月）
- Genius「century」（2003年4月 - 6月）
- 角松敏生「真夜中の太陽」（2003年7月 - 9月）
- アルガレイ「Hero」（2003年10月 - 12月）
- 弥生「Day&Night」（2004年4月 - 6月）
- 米倉千尋「春風」（2006年1月 - 3月）
- 玉木宏「ラバイバー 〜悲しみがまた繰り返そうと誰かに愛を唄う〜」（2006年7月 - 9月）
- girls on the run「いつかそんな日が」（2006年10月 - 12月）
- 谷村新司「旗を立てる」（2007年4月 - 6月）
- Chocolove from AKB48「メールの涙」（2007年7月 - 9月）
- Clair「明日へ」（2007年10月 - 12月）
- AZU「コイイロ」（2008年1月 - 3月）
- GANGA ZUMBA「シェゴウ・アレグリア!〜歓喜のサンバ〜」（2008年4月 - 6月）
- NUDYLINE「灼熱の踊り子」（2008年7月 - 9月）
- !wagero!「花 meets 上中丈弥（THE イナズマ戦隊）」（2008年10月 - 12月）
- トベタ・バジュン feat. 佐田真由美「セルロイドスター」（2009年1月 - 3月）
- REAL REACH「HONEY」（2009年4月 - 6月）
- FUZZY CONTROL「あ・あ・あいやいや・あ・あ!」（2009年7月 - 9月）
- MORNING GLORY「Remember」（2009年10月 - 12月）
- 古内東子「映画を観よう」（2010年1月 - 3月）
- SURFACE「CHANGE」（2010年4月 - 6月）
- 高岡亜衣「you belong to me」（2010年7月 - 9月）
- TAROかまやつ「Goal」（2010年10月 - 12月）
- anju「キミが遠い」（2011年1月 - 3月）
- 椎名慶治「いまさら好きだと伝えちゃダメかな?」（2011年4月 - 6月）
- 石井明美「明日へのJUMP」（2011年7月 - 9月）
- TAKUYA「僕の部屋で 君の部屋で」（2011年10月 - 12月）
- 椎名慶治「I Love Youのうた」（2012年1月 - 3月）
- 仮面ライダーGIRLS[注 26]「咲いて」（2012年4月 - 6月）
- CittY「SUNSET,SUNRISE」（2012年7月 - 9月）
- ZERO「moment」（2012年10月 - 12月）
- DRAMATIC SOUL「DRAMATIC SOUL」（2013年1月 - 3月）
- Gear 2nd「キミと僕との距離」（2013年4月 - 6月）
- 吉田知代「流れ星の夜に」（2013年7月 - 9月）
- 山口リサ「Beautiful World」（2013年10月 - 11月16日）

### 新チューボーですよ!
オープニングテーマ
- 「星に願いを」（2013年11月23日 - 2016年12月24日）

エンディングテーマ
- 山口リサ「Beautiful World」（2013年11月23日 - 12月28日）
- ZERO「冬が来るたび feat.椎名慶治」（2014年1月4日 - 3月22日）
- The Renaissance「「愛のために」とか言っちゃって」（2014年4月5日 - 7月5日）
- Hanah Spring「好きなキス」（2014年7月12日 - 9月28日）
- 澤田かおり「I'm home」（2014年10月11日 - 12月27日）
- Jupiter「Shining」（2015年1月10日 - 4月11日）
- MYNAME「Promised Land」（2015年4月18日 - 6月20日）
- CittY「波打ち際のチェリー」（2015年7月4日 - 9月26日）
- 佳南帆「Birth Day Song。」（2015年10月10日 - 12月26日）
- 椎名慶治「ウェザーリポート」（2016年1月9日 - 4月2日）
- 橋口靖正「ウォーリー」（2016年4月16日 - 6月25日）
- Milly Milly「SPECiAL」（2016年7月2日 - 9月24日）
- Chewing High!!「少しだけ特別な友達」（2016年10月1日 - 12月24日）

## ネット局と放送時間
TBS系列28局フルネットで放送時間は土曜 23時30分 - 翌0時00分（年末編成で『ブロードキャスター』（当時）の休止により、30分繰り上がったこともあった）。
| 放送対象地域   | 放送局                    | 系列                          | 放送時間（JST）                    | 備考・脚注・遅れ日数 |
| -------------- | ------------------------- | ----------------------------- | ---------------------------------- | -------------------- |
| 関東広域圏     | TBSテレビ（TBS）          | TBS系列                       | 土曜 23時30分 - 翌0時00分          | 【制作局】           |
| 北海道         | 北海道放送（HBC）         | TBS系列                       | 土曜 23時30分 - 翌0時00分          | 同時ネット           |
| 青森県         | 青森テレビ（ATV）         | TBS系列                       | 土曜 23時30分 - 翌0時00分          | 同時ネット           |
| 岩手県         | IBC岩手放送（IBC）        | TBS系列                       | 土曜 23時30分 - 翌0時00分          | 同時ネット           |
| 宮城県         | 東北放送（TBC）           | TBS系列                       | 土曜 23時30分 - 翌0時00分          | 同時ネット           |
| 山形県         | テレビユー山形（TUY）     | TBS系列                       | 土曜 23時30分 - 翌0時00分          | 同時ネット           |
| 福島県         | テレビユー福島（TUF）     | TBS系列                       | 土曜 23時30分 - 翌0時00分          | 同時ネット           |
| 山梨県         | テレビ山梨（UTY）         | TBS系列                       | 土曜 23時30分 - 翌0時00分          | 同時ネット           |
| 新潟県         | 新潟放送（BSN）           | TBS系列                       | 土曜 23時30分 - 翌0時00分          | 同時ネット           |
| 長野県         | 信越放送（SBC）           | TBS系列                       | 土曜 23時30分 - 翌0時00分          | 同時ネット           |
| 静岡県         | 静岡放送（SBS）           | TBS系列                       | 土曜 23時30分 - 翌0時00分          | 同時ネット           |
| 富山県         | チューリップテレビ（TUT） | TBS系列                       | 土曜 23時30分 - 翌0時00分          | 同時ネット           |
| 石川県         | 北陸放送（MRO）           | TBS系列                       | 土曜 23時30分 - 翌0時00分          | 同時ネット           |
| 中京広域圏     | CBCテレビ（CBC）          | TBS系列                       | 土曜 23時30分 - 翌0時00分          | 同時ネット           |
| 近畿広域圏     | 毎日放送（MBS）           | TBS系列                       | 土曜 23時30分 - 翌0時00分          | 同時ネット           |
| 鳥取県・島根県 | 山陰放送（BSS）           | TBS系列                       | 土曜 23時30分 - 翌0時00分          | 同時ネット           |
| 岡山県・香川県 | 山陽放送（RSK）           | TBS系列                       | 土曜 23時30分 - 翌0時00分          | 同時ネット           |
| 広島県         | 中国放送（RCC）           | TBS系列                       | 土曜 23時30分 - 翌0時00分          | 同時ネット           |
| 山口県         | テレビ山口（tys）         | TBS系列                       | 土曜 23時30分 - 翌0時00分          | 同時ネット           |
| 愛媛県         | あいテレビ（ITV）         | TBS系列                       | 土曜 23時30分 - 翌0時00分          | 同時ネット           |
| 高知県         | テレビ高知（KUTV）        | TBS系列                       | 土曜 23時30分 - 翌0時00分          | 同時ネット           |
| 福岡県         | RKB毎日放送（RKB）        | TBS系列                       | 土曜 23時30分 - 翌0時00分          | 同時ネット           |
| 長崎県         | 長崎放送（NBC）           | TBS系列                       | 土曜 23時30分 - 翌0時00分          | 同時ネット           |
| 熊本県         | 熊本放送（RKK）           | TBS系列                       | 土曜 23時30分 - 翌0時00分          | 同時ネット           |
| 大分県         | 大分放送（OBS）           | TBS系列                       | 土曜 23時30分 - 翌0時00分          | 同時ネット           |
| 宮崎県         | 宮崎放送（MRT）           | TBS系列                       | 土曜 23時30分 - 翌0時00分          | 同時ネット           |
| 鹿児島県       | 南日本放送（MBC）         | TBS系列                       | 土曜 23時30分 - 翌0時00分          | 同時ネット           |
| 沖縄県         | 琉球放送（RBC）           | TBS系列                       | 土曜 23時30分 - 翌0時00分          | 同時ネット           |
| 秋田県         | 秋田放送（ABS）           | 日本テレビ系列                | 日曜 0時55分 - 1時25分（土曜深夜） | 遅れネット           |
| 福井県         | 福井放送（FBC）           | 日本テレビ系列 テレビ朝日系列 | 日曜 1時44分 - 2時14分（土曜深夜） | 遅れネット           |

秋田放送と福井放送では、2012年より当該時刻で日本テレビ系列の『24時間テレビ』が放送される場合に限り前日の土曜未明（金曜深夜）に放送していた。なお、2011年までは放送の際は休止となり、遅れ幅が広がるも、10月の『オールスター感謝祭秋』等により番組自体が休止となることで広がった遅れ幅の調整が行われていた。

## 主なスタッフ
- ナレーター：駒田健吾（TBSアナウンサー）
- 構成[注 33]：桜井慎一、東條真弓
- 技術：ティ・ピー・ブレーン
- ＳＷ（スイッチャー）：河西純（以前はカメラ担当）
- カメラ：秋山勇人
- 音声：海老澤俊彦
- 調整：山下義子
- ロケ技術：為谷純、清水崇行、本田和彦、関根智之、堀内昭彦、松尾俊一郎、宮崎祐人、一木知英、廣田晃、宮田伸行、羽生真（週替り）
- 美術・照明：アートフォー 道勧英樹・大川明子
- 編集・ＭＡ：ザ・チューブ 坂口信彦・前島真一
- 音効：佳夢音
- ＴＫ：橋本玲奈
- フードコーディネーター：田中優子
- スタジオ：テクノマックス（東京メディアシティ）
- タイトルデザイン：井上嗣也
- ＣＧ：グレートインターナショナル
- 編成：中谷弥生、池田尚弘
- 宣伝：中本真理子
- 企画監修：菅原正豊（ハウフルス、以前は演出→プロデューサー→総合演出→企画演出）
- ディレクター：川崎大志、田島浩之、望月創、山口哲生
- 演出：山田喜美代、大澤哲也（ハウフルス、共に以前はディレクター）
- プロデューサー：高浦康江（ハウフルス）、岩崎晃恵（ハウフルス、以前はAP、一時離脱→復帰）
- 協力：辻調グループ校、昭文社
- 製作：ハウフルス、TBS

### 歴代のスタッフ
- 構成：浜田悠、海老克哉、戸塚省三、山屋美晴
- ナレーション：武田広、落合隼亮
- 技術：ニユーテレス
- ＳＷ：島本健司、高田治
- カメラ：谷古宇利勝、小出豊
- 音声：間野目政孝
- 調整：高橋正直、田畑司、原啓教、水野博道
- 照明：藤井輝夫（プログレッソ）
- 美術：立原英生（ジーケン・アート）、鈴木喜勝（アート・フォー）
- 装置：金井大道具
- 電飾：コマデン
- ＭＡ：佐々木美郷
- スタイリスト：小川カズ、上鈴木順子
- フードコーディネーター：PAROLE
- 生花：だんだん畑
- ＣＧ：池田祥康
- 宣伝：磯谷昌宏、広重玲子、小林史明
- 編成：吉田尚子（以前はプロデューサー）、藤岡繁樹、高橋務、嵯峨祥平
- ディレクター：宮本忠浩、若目田光弘、白根淳子、山泉健、荒田幸広、新岡真治、和久津一成、佐藤浩仁、中村靖
- プロデューサー：尾形香代（ハウフルス、以前はAP）
- 収録スタジオ：東京タワースタジオ